# Inostemma mediterraneum
Inostemma mediterraneum är en stekelart som först beskrevs av Jean-Jacques Kieffer 1916.  Inostemma mediterraneum ingår i släktet Inostemma och familjen gallmyggesteklar. Inga underarter finns listade i Catalogue of Life.